# Valbonnais
Valbonnais (vivaroalpinsko Vaubonés) je naselje in občina v vzhodnem francoskem departmaju Isère regije Rona-Alpe. Leta 2009 je naselje imelo 500 prebivalcev.

## Geografija
Kraj leži v pokrajini Daufineji ob reki Bonne znotraj narodnega parka Écrins, 52 km jugovzhodno od Grenobla.

## Uprava
Valbonnais je sedež istoimenskega kantona, v katerega so poleg njegove vključene še občine Chantelouve, Entraigues, Lavaldens, La Morte, Oris-en-Rattier, Le Périer, Siévoz, La Valette in Valjouffrey s 1.550 prebivalci.
Kanton Valbonnais je sestavni del okrožja Grenoble.

## Zanimivosti
- cerkev sv. Petra,
- kamen z vklesanim besednim magičnim kvadratom SATOR,
- pokriti most na reki Bonne, pont des Fayettes.